# ダンテ交響曲
『ダンテ交響曲』（ダンテこうきょうきょく）、正式には『ダンテの『神曲』による交響曲』（ダンテのしんきょくによるこうきょうきょく、Eine Symphonie zu Dantes "Divina Commedia" ）S.109は、フランツ・リストが作曲した2つの標題交響曲のうち『ファウスト交響曲』に続く2作目で、1856年に完成した作品。

## 作曲の経緯
リストは若い頃からダンテの愛読者であり、1837年にはピアノ曲『ダンテを読んで』（『巡礼の年』第2年）の第1稿を書いている。『神曲』による交響曲も早い時期に構想しており、1847年頃にはすでに主要な主題のスケッチを行っていたが、本格的な着手は1855年になってからである。
当初の構想では『神曲』の構成に合わせて「地獄」「煉獄」「天国」の3楽章からなるはずであったが、作曲開始後にワーグナーに宛てた手紙の中でこの交響曲の構想を明かしたところ、「天国の喜ばしさを音楽で表現するのは不可能だろう」という意見が返ってきた。そこで計画を変更し、第2楽章の終わりに「マニフィカート」を女声合唱（または児童合唱）で歌わせ、天国を仰ぎ見つつ終結するという形になった。
曲は作曲開始から1年あまり後の1856年7月に完成し、翌1857年11月7日にドレスデンの王立歌劇場で、リストの指揮により初演された。この時は練習不足のため、不評であったという。

## 楽器編成
フルート3（ピッコロ1持ち替え）、オーボエ2、コーラングレ、クラリネット2、バス・クラリネット、ファゴット2、ホルン4、トランペット3、トロンボーン3、チューバ、ティンパニ2人、大太鼓、シンバル、ハープ2、オルガン（またはハルモニウム）、弦五部、女声合唱（または児童合唱）

## 演奏時間
全曲で第一稿47分（各20分、27分）、第二稿は約50分（各20分、30分）。

## 楽曲構成
前述の通り2楽章からなる。英語版に詳細な解説がある。
第1楽章「地獄」（Inferno）
序奏付きの三部形式。おおむねニ短調だが、G音が半音上がることが多く、減七度も多用されるため調性は流動的。ティンパニ、大太鼓のトレモロの上から弦とトロンボーン・2人のティンパニにより、曲が荒々しく開始される。中間部はリミーニのフランチェスカを描く。曲全体は九圏からなる地獄の描写により構成される。最後はD音のみで重々しく終わる。　
第2楽章「煉獄」（Purgatorio）
ニ長調-ロ長調。最初の主題であるアンダンテ・コン・モート・トランクイロ・アッサイが反復された後、クラリネットとファゴットによりコラール風の主題が提示される。その後、ヴィオラとチェロがこれに続く。その後、ラメントーソ、ロ短調で中間部が始まり、7つの頂から山頂へ至る過程が描かれる。クライマックスではフーガまで用いられる。山頂に至ったところで冒頭が回帰し、ロ長調に転調してマニフィカトの合唱（歌詞はラテン語でルカ伝第1章第46節以下から）に至る（ただし、歌詞は冒頭の二行と、「ホサナ」と「ハレルヤ」の2語のみ）。リストは合唱を客席から見えないように配置するよう指定している。合唱はテンポと拍子が変動し、クライマックスで全音音階が登場する。そして、最後は静かに結ばれる。
なお、リストは第2楽章の終結部の後に、ワーグナー風に雄大に終わらせるコーダを付け加えた別稿も作っている。